# Edward Bugajski

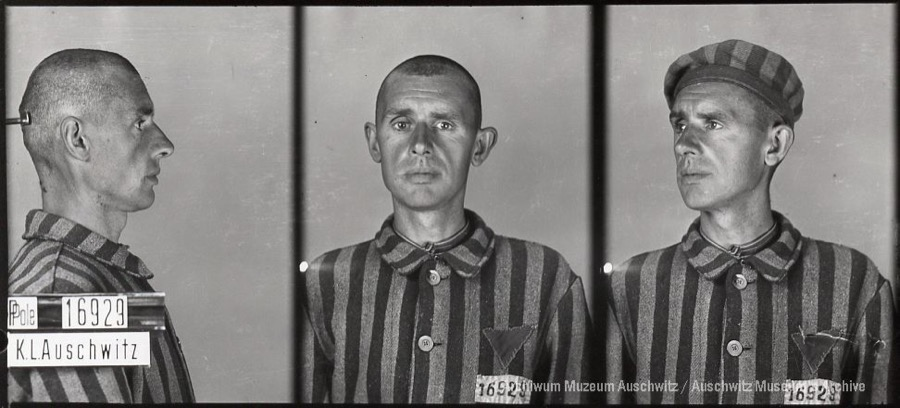
Edward Bugajski więzień KL Auschwitz

Edward Tadeusz Bugajski (ur. 15 maja 1903 w Warszawie, zm. 22 marca 1956 tamże) – polski działacz socjalistyczny. Działacz ruchu esperantystów, uczestnik obrony Warszawy w 1939 i powstania warszawskiego w 1944. Ojciec reżysera Ryszarda Bugajskiego.

## Dzieciństwo i młodość
Urodził się w rodzinie urzędniczej. W okresie od 1907 do 1915 mieszkał wraz z rodzicami w Kowlu, gdzie jego ojciec Karol, działacz PPS „Proletariat”, przebywał na przymusowym osiedleniu. Po powrocie do Warszawy rozpoczął naukę w gimnazjum E. Konopczyńskiego (od 1919. przekształcone w państwowe gimnazjum im. A. Mickiewicza).
Pod wpływem ojca wstąpił w 1916 do młodzieżowej organizacji pozostającej pod wpływami PPS. W 1918 brał udział w rozbrajaniu okupantów niemieckich. W czasie wojny polsko-bolszewickiej w 1920 był żołnierzem oddziałów ochotniczych broniących Warszawy.
Po demobilizacji podjął w 1921 pracę w banku i został członkiem Związku Zawodowego Pracowników Bankowych RP. Równolegle kontynuował naukę w gimnazjum i w 1923 uzyskał maturę. W okresie od 1924 do 1925 odbywał służbę wojskową w szkole podchorążych rezerwy w Modlinie. Po wyjściu z wojska pracował w Centralnym Archiwum PPS oraz jako sekretarz ministra, senatora PPS, Ksawerego Franciszka Praussa. Od 1925 pracował w Kasie Chorych, a później w utworzonej na jej miejsce Ubezpieczalni Społecznej. Do 1937 był członkiem Związku Pracowników Kas Chorych i Instytucji Ubezpieczeń Społecznych RP.

## Działalność w OM TUR i PPS
Od 1922 do 1927 działał w OM TUR jako przewodniczący komitetu Koła Śródmiejskiego im. Ludwika Waryńskiego. Gdy po przewrocie majowym Koło zaczęło manifestować swój negatywny stosunek do sanacji, na żądanie Rajmunda Jaworowskiego, przewodniczącego Warszawskiego Okręgowego Komitetu Robotniczego, został w 1927 usunięty z organizacji. Po odejściu w 1928 z PPS Jaworowskiego i powstaniu PPS dawnej Frakcji Rewolucyjnej uczestniczył w odbudowie organizacji warszawskiej PPS. Od października 1928 został członkiem, a następnie sekretarzem zarządu PPS Dzielnicy Śródmiejskiej. W okresie od 1930 do 1939 był przewodniczącym egzekutywy dzielnic partyjnych Annopol i Praga oraz komendantem oddziałów Akcji Socjalistycznej w tych dzielnicach. Od 1933 do 1939 był członkiem Warszawskiego Okręgowego Komitetu Robotniczego PPS.

## Wojna i okupacja
We wrześniu 1939 brał udział w organizowaniu obrony Warszawy jako członek Robotniczego Komitetu Samopomocy Społecznej i Zespołu Socjalistycznych Organizacji Robotniczych. Był jednym z dowódców oddziałów Robotniczej Brygady Obrony Warszawy, walczących w składzie 1 pułku obrony Pragi; został ranny, odznaczony Krzyżem Virtuti Militari V kl. i awansowany do stopnia podporucznika.
W październiku 1939 wszedł w skład Komitetu V Obwodu PPS-WRN Praga, gdzie został dowódcą-organizatorem V batalionu Gwardii Ludowej PPS-WRN i kierownikiem Wydziału Wojskowego Komitetu V Obwodu. Na skutek donosu został aresztowany przez funkcjonariuszy Kommandeur der Sicherheitspolizei und des Sicherheitsdienstes für den Distrikt Warschau w Choszczówce pod Warszawą i 13 maja 1941 osadzony w więzieniu Pawiak w Warszawie. 29 maja 1941 został przywieziony do KL Auschwitz transportem z Warszawy. W obozie otrzymał numer 16929. Tutaj był zatrudniony w różnych komandach. Zapewne w styczniu 1942 r. przeniesiono go na kwarantannę zwolnieniową w bloku 11. Po czym 8 lutego 1942 r. przeszedł zgodnie z procedurą zwolnieniową oględziny dokonane przez lekarza SS w ambulatorium HKB w bl. 28, a dwa dni później, tj. 10 lutego 1942 został zwolniony z KL Auschwitz.
Według uzyskanych od Bugajskiego informacji po wojnie książka Natalii Zarembiny o Auschwitz pt. Obóz śmierci, wydana przez podziemie w 1942, oparta była głównie na relacjach dostarczonych autorce przez Bugajskiego. Jego relacje dotarły do Londynu i za pośrednictwem radia i prasy informowały opinię światową o zbrodniach już dokonanych i przygotowywanych w Auschwitz.
Powrócił do Warszawy, gdzie ukrywał się pod przybranym nazwiskiem i pracował jako robotnik, działając dalej w PPS-WRN. Od 1942 do 1944 był łącznikiem Komendy Głównej Gwardii Ludowej PPS-WRN, od czerwca 1944 utrzymywał z jej ramienia łączność z Komendą Okręgu Warszawskiego AK.

## Powstanie warszawskie
W pierwszych dniach powstania warszawskiego (do 5 sierpnia 1944) przebywał w sztabie gen. Antoniego Chruściela, następnie został skierowany ze Śródmieścia na Stare Miasto i wszedł w skład sztabu Grupy Północ AK, obejmującej oddziały powstańcze Starego Miasta, Żoliborza i Puszczy Kampinoskiej.
Po upadku Starego Miasta przedostał się do Śródmieścia, gdzie pełnił funkcję zastępcy komendanta Zgrupowania Warszawskiego Milicji PPS-WRN oraz delegata komendy Warszawskiego Zgrupowania OW PPS w sztabie dowódcy Warszawskiego Korpusu AK. Za udział w powstaniu był awansowany na kapitana i 2-krotnie odznaczony Krzyżem Walecznych. 7 października 1944 przedostał się z Warszawy do Krakowa, gdzie wszedł w skład dowództwa Krakowskiego Zgrupowania OW PPS.

## Okres powojenny
Ujawnił się w lutym 1945 i wstąpił do „lubelskiej” PPS. W 1946 przybył do Warszawy, gdzie podjął pracę referenta w Związku Rewizyjnym Spółdzielni RP (w 1948 przekształconym w Centralny Związek Spółdzielczy). W 1948 został członkiem PZPR, od 1949 należał do ZBoWiD. Od 1949 do 1951 pracował w podległym Centralnemu Związkowi Spółdzielczemu Zakładzie Wydawnictw Spółdzielczych, najpierw jako zastępca kierownika Administracji Wydawnictw, a później jako kierownik Administracji Czasopism. Od 1 września 1951 był kierownikiem Sekcji Wydawniczej I Delegatury RSW „Prasa” w Warszawie. Pochowany na cmentarzu Bródnowskim w Warszawie (kwatera 81B-3-22).

## Esperantysta
Edward Bugajski był zasłużonym działaczem ruchu esperanckiego w Polsce. W 1930 założył „Esperancki Klub” w Warszawie, propagował esperanto w organizacjach zawodowych i wśród młodzieży robotniczej. Od 1948 aż do śmierci był prezesem Polskiego Związku Esperantystów i członkiem Międzynarodowego Komitetu Światowego Związku Esperantystów. Od 1946 do 1951 występował jako stały spiker esperancki w Polskim Radiu. Opublikował wiele artykułów w pismach politycznych i spółdzielczych, redagował „Esperancki Kącik” w organach „Społem” i „Wspólnota”. Zmarł 22 marca 1956 w Warszawie w szpitalu MSW przy ul. Wołoskiej.